# En selle, Sakamichi !
En selle, Sakamichi ! (弱虫ペダル, Yowamushi Pedaru), également connu sous les titres Yowamushi Pedal ou Pédaleur né, est un manga de Wataru Watanabe. Il est prépublié depuis février 2008 dans le magazine Weekly Shōnen Champion de l'éditeur Akita Shoten et est compilé en 94 volumes en mars 2025. La série est éditée en version française par Kurokawa, en partenariat avec le journal L'Équipe, à partir du 7 mai 2024.
Un OAV est sorti en août 2013 avec l'édition limitée du tome 29. Une adaptation en série télévisée d'animation produite par le studio TMS Entertainment est diffusée entre octobre 2013 et juin 2014 sur TV Tokyo. Une seconde saison intitulée Grande Road est diffusée entre octobre 2014 et mars 2015, suivi par un film d'animation en août 2015. Une troisième saison est diffusée entre janvier et juin 2017, et une quatrième entre janvier et juin 2018. Une cinquième saison est prévue pour octobre 2022. Dans les pays francophones, les deux premières saisons ont été diffusées en streaming sur Anime Digital Network et à la télévision sur J-One à partir d'avril 2014 et sont disponibles sur Netflix, et les saisons ultérieures sont diffusées sur Crunchyroll.

## Synopsis
Sakamichi Onoda est un otaku qui effectue sa rentrée en première année de lycée. Il a l'intention de rejoindre le club d'anime et se faire des amis mais, par manque de membres, ledit club a été fermé. Il lui faut trouver suffisamment de membres pour le rouvrir. Pas découragé, il décide de trouver des compagnons pour rouvrir le club et réaliser son rêve : passer du temps à flâner entre amis dans le quartier Akihabara à Tokyo. Remarqué presque par hasard par Shunsuke Imaizumi puis par Shōkichi Naruko, il est convié à joindre le club de cyclisme. Curieux des sensations qui l'ont entraîné durant son expérience avec ces deux jeunes coureurs, il décide de donner sa chance au club.

## Personnages
Sakamichi Onoda (小野田 坂道, Onoda Sakamichi)
Sakamichi est un otaku qui débarque au lycée, des rêves d'animés et de camaraderie plein la tête. Il déchantera très vite en ce qui concerne les animes mais sera malgré lui entraîné au cœur du club de cyclisme du lycée et se verra servi en camaraderie. Il se rend à Akihabara à vélo chaque semaine, ce qui représente 90km de terrain vallonné (aller et retour). Grâce à ses rencontres, il se découvre un potentiel de pur grimpeur.
Shunsuke Imaizumi (今泉 俊輔, Imaizumi Shunsuke)
Shunsuke est le premier à remarquer Onoda. Durant un entraînement, il le voit grimper une route secondaire menant au lycée. Le fait qu'Onoda utilise un vélo familial, qu'il chante tout en grimpant et que la pente soit un mur avoisinant les 20% le font s'interroger sur son camarade. Il est un coureur complet et expérimenté malgré son jeune âge.
Shōkichi Naruko (鳴子 章吉, Naruko Shōkichi)
Shōkichi est un autre jeune prodige qui arrive dans le lycée d'Onoda et Imaizumi. Il rencontre Onoda dans Akihabara. Surpris par les capacités de celui qu'il prenait pour un simple otaku, il révisera son jugement et partagera très vite son expérience de coureur. C'est un rouleur-sprinteur redoutable sur terrain plat et se défend sur un terrain vallonné. En revanche, il ne sait pas grimper. Il est surnommé "L'étoile rapide de Naniwa".
Shingo Kinjō (金城 真護, Kinjō Shingo)
Shingo est un troisième année et l'actuel capitaine du club de cyclisme. Il est réfléchi et doué sur tous les terrains. C'est un leader né. Il n'abandonne jamais, ce qui lui vaut le surnom de "Serpent de la route". Il souhaite avant tout emmener l'équipe à la victoire de l'Inter-Lycée.
Tōji Kanzaki (寒咲 通司, Kanzaki Tōji)
Tōji est un ancien élève du lycée d'Onoda. Il a été le capitaine du club de cyclisme lorsque Kinjō était en première année. Il tient la boutique familiale de cycles. Il se met souvent à disposition du club, notamment pour l'utilité de son van. De plus sa boutique sponsorise la Welcome Race, une course du club de cyclisme réservée aux nouveaux arrivants.
Miki Kanzaki (寒咲 幹, Kanzaki Miki)
Miki est la petite sœur de Tōji et une fan de cyclisme. Elle est parfois contenue dans son excitation par sa meilleure amie : Tachibana Aya. Néanmoins elle assiste au duel d'Imaizumi et Onoda et devient la première et plus grande fan d'Onoda. Elle a grandi aux côtés d'Imaizumi et endosse le rôle de manager au sein du club. Elle aide souvent son frère à la boutique et sait régler un vélo à convenance de son utilisateur.
Jin Tadokoro (田所 迅, Tadokoro Jin)
Jin est un troisième année qui fait partie du club de cyclisme. Tout comme Naruko, c'est un rouleur-sprinteur, sa puissance sur le plat est impressionnante, notamment quand il s'agit d'emmener son leader.
Yūsuke Makishima (巻島 裕介, Makishima Yūsuke)
Yūsuke est également un troisième année. Son style très différent le démarque de ses compagnons. Incapable d'emmener un gros braquet très longtemps mais à l'aise en montagne. Sa technique en danseuse particulière et ses longues jambes lui ont valu le surnom de "Peaks Spider" (L'Araignée des Pics).

## Analyse de l’œuvre
- Si vous ne connaissez pas le sujet, laissez ce bandeau (vous pouvez alors contacter les auteurs).
- Si vous supprimez le contenu mis en cause (vous pouvez préalablement contacter les auteurs),

argumentez précisément cette suppression dans la page de discussion
(un manque de référence n'est pas un argument ; une recherche réelle de référence doit avoir été effectuée, être formellement documentée).
Les références au milieu cycliste sont nombreuses et des explications permettent aux non-initiés de suivre sans être perdus. Les explications ne sont pas bancales ni trop longues, ce qui permet de ne pas ennuyer les connaisseurs.
On notera la colorisation en rouge des pois sur le maillot que porte Onoda après la Welcome Race. Bien que de nombreuses courses au Japon s'inspirent du Tour de France, il est bon de rappeler que chaque course possède ses propres maillots distinctifs. Pour exemple, sur le Giro d'Italia, le leader du classement de la montagne porte un maillot bleu ou encore le maillot blanc de la Vuelta Ciclista a España (Tour d'Espagne) qui ne représente pas le meilleur jeune mais le leader du classement combiné.
La façon d'Onoda d'augmenter sa cadence afin de combler son retard n'est pas sans rappeler les exploits de Christopher Froome. Mais le manga datant de 2008, on ne peut supposer que le champion Britannique soit une source d'inspiration, uniquement une coïncidence.
Le style de chaque personnage est très marqué dans leur pratique cycliste, ce qui permet au style du manga d'être explosif en effets quand les différents protagonistes utilisent leurs "pouvoirs". La technique en danseuse de Makishima, la tenue de guidon de Naruko, les changements de vitesse de Imaizumi, etc. Quand Onoda essaie de grimper comme Makishima, celui-ci lui fait remarquer qu'il a déjà un style propre et que c'est sa force. Le style d'Onoda (sa capacité à mouliner très vite et à accélérer sans changer de rapport) vient de son ancien vélo de ville, qui était un vélo sans vitesses dont ses parents avaient fait remplacer le plateau de pédalier par un plus petit pour qu'il ne roule pas trop vite.
Le second année de l'académie Hakone, Izumida, a nommé ses pectoraux Fränk et Andy, qui sont les prénoms des frères Fränk Schleck et Andy Schleck, coureurs pro luxembourgeois. Dans la saison 2017, il donne le nom de Fabian à ses muscles dorsaux, en hommage au coureur suisse Fabian Cancellara.

## Manga
La série a débuté le 21 février 2008 dans le magazine Weekly Shōnen Champion de l'éditeur Akita Shoten. Le premier volume relié est sorti le 8 juillet 2008, et 90 volumes sont sortis au 8 juillet 2024. Un fanbook officiel est sorti le 8 mai 2013. Une série dérivée nommée Yowamushi Pedal: Spare Bike a débuté en août 2012.
Les premiers chapitres ont été disponibles en version française sur la plate-forme de téléchargement Youtoo Manga. La série est éditée en version française par Kurokawa, en partenariat avec le journal L'Équipe, à partir du 7 mai 2024 sous le titre En selle, Sakamichi !.

### Liste des volumes
| no | Japonais         | Japonais          | Français        | Français          |
| no | Date de sortie   | ISBN              | Date de sortie  | ISBN              |
| --- | ---------------- | ----------------- | --------------- | ----------------- |
| 1 | 8 juillet 2008   | 978-4-253-21451-3 | 7 mai 2024      | 979-10-420-1496-4 |
| Liste des chapitres : - Ride 1 : Ça me permet d'aller gratos à Akiba - Ride 2 : Tu es vraiment allé à Akiba ? - Ride 3 : Un compte à régler ? - Ride 4 : Pour le club - Ride 5 : Ça ne peut pas être lui ! - Ride 6 : La cadence - Ride 7 : C'est avec ce biclou que tu y es allé ?                                                                           |                  |                   |                 |                   |
| 2 | 8 septembre 2008 | 978-4-253-21452-0 | 13 juin 2024    | 979-10-420-1497-1 |
| Liste des chapitres : - Ride 8 : Fin du duel - Ride 9 : Attirer l'attention, il n'y a que ça qui compte ! - Ride 10 : Je sens que c'est ton partenaire - Ride 11 : La poursuite - Ride 12 : Gear change - Ride 13 : Le train - Ride 14 : Le club de cyclisme dy lycée Sôhoku - Ride 15 : Si j'ai du potentiel... - Ride 16 : Quarante minutes avant le départ |                  |                   |                 |                   |
| 3 | 7 novembre 2008  | 978-4-253-21453-7 | 14 août 2024    | 979-10-420-1498-8 |
| Liste des chapitres : - Ride 17 : - Ride 18 : - Ride 19 : - Ride 20 : - Ride 21 : - Ride 22 : - Ride 23 : - Ride 24 : - Ride 25 : |                  |                   |                 |                   |
| 4 | 8 janvier 2009   | 978-4-253-21454-4 | 10 octobre 2024 | 979-10-420-1499-5 |
| Liste des chapitres : - Ride 26 : Une montée en sprint - Ride 27 : Shôkichi Naruko - Ride 28 : Plus vite que n'importe qui - Ride 29 : La fierté - Ride 30 : Ce que je peux faire - Ride 31 : En tant que grimpeur - Ride 32 : Vitesse maximale - Ride 33 : Onoda sort vainqueur - Ride 34 : Les résultats                                                    |                  |                   |                 |                   |
| 5 | 6 mars 2009      | 978-4-253-21455-1 | 5 décembre 2024 | 979-10-420-1500-8 |
| Liste des chapitres : - Ride 35 : Début de l'entraînement personnel ! - Ride 36 : L'araignée des sommets - Ride 37 : Makishima - Ride 38 : Les qualifications de l'interlycées - Ride 39 : Sôhoku - Ride 40 : Le coureur de Hakone - Ride 41 : Premier jour du stage intensif ! - Ride 42 : Le handicap - Ride 43 : Un mur technique                          |                  |                   |                 |                   |
| 6 | 8 juin 2009      | 978-4-253-21456-8 | 13 février 2025 | 979-10-420-1590-9 |
| Liste des chapitres : - Ride 44 : Les 1 000 km d'Imaizumi et de Naruko - Ride 45 : L'académie d'Hakone - Ride 46 : Retrouvailles dans la brume matinale - Ride 47 : Sangaku X Sakamichi - Ride 48 : L'inter-lycées - Ride 49 : Le 740e km - Ride 50 : Le sens tactique - Ride 51 : À deux - Ride 52 : La percée                                               |                  |                   |                 |                   |
| 7 | 7 août 2009      | 978-4-253-21457-5 | 10 avril 2025   | 979-10-420-1591-6 |
| Liste des chapitres : - Ride 53 : Soixante secondes max - Ride 54 : Plus de plan - Ride 55 : Rapprochement - Ride 56 : Lanterne rouge - Ride 57 : L'ultime confrontation - Ride 58 : Gagnants et perdants - Ride 59 : Jusqu'au bout - Ride 60 : Un quatrième jour pluvieux - Ride 61 : Problème de pédale                                                     |                  |                   |                 |                   |
| 8 | 6 novembre 2009  | 978-4-253-21458-2 | 12 juin 2025    | 979-10-420-1592-3 |
| 9 | 8 décembre 2009  | 978-4-253-21459-9 |                 |                   |
| 10 | 8 mars 2010      | 978-4-253-21460-5 |                 |                   |
| 11 | 8 avril 2010     | 978-4-253-21463-6 |                 |                   |
| 12 | 8 juin 2010      | 978-4-253-21464-3 |                 |                   |
| 13 | 6 août 2010      | 978-4-253-21465-0 |                 |                   |
| 14 | 8 octobre 2010   | 978-4-253-21466-7 |                 |                   |
| 15 | 8 décembre 2010  | 978-4-253-21467-4 |                 |                   |
| 16 | 8 mars 2011      | 978-4-253-21468-1 |                 |                   |
| 17 | 6 mai 2011       | 978-4-253-21469-8 |                 |                   |
| 18 | 8 juillet 2011   | 978-4-253-21470-4 |                 |                   |
| 19 | 8 septembre 2011 | 978-4-253-21472-8 |                 |                   |
| 20 | 8 décembre 2011  | 978-4-253-21473-5 |                 |                   |
| 21 | 8 février 2012   | 978-4-253-21474-2 |                 |                   |
| 22 | 8 mai 2012       | 978-4-253-21475-9 |                 |                   |
| 23 | 8 juin 2012      | 978-4-253-21476-6 |                 |                   |
| 24 | 8 août 2012      | 978-4-253-21477-3 |                 |                   |
| 25 | 5 octobre 2012   | 978-4-253-21478-0 |                 |                   |
| 26 | 7 décembre 2012  | 978-4-253-21479-7 |                 |                   |
| 27 | 8 mars 2013      | 978-4-253-21480-3 |                 |                   |
| 28 | 8 mai 2013       | 978-4-253-22121-4 |                 |                   |
| 29 | 8 août 2013      | 978-4-253-22122-1 |                 |                   |
| 30 | 8 octobre 2013   | 978-4-253-22123-8 |                 |                   |
| 31 | 6 décembre 2013  | 978-4-253-22124-5 |                 |                   |
| 32 | 8 janvier 2014   | 978-4-253-22125-2 |                 |                   |
| 33 | 8 avril 2014     | 978-4-253-22126-9 |                 |                   |
| 34 | 6 juin 2014      | 978-4-253-22127-6 |                 |                   |
| 35 | 8 août 2014      | 978-4-253-22128-3 |                 |                   |
| 36 | 8 octobre 2014   | 978-4-253-22129-0 |                 |                   |
| 37 | 8 décembre 2014  | 978-4-253-22130-6 |                 |                   |
| 38 | 6 février 2015   | 978-4-253-22131-3 |                 |                   |
| 39 | 8 avril 2015     | 978-4-253-22132-0 |                 |                   |
| 40 | 8 juin 2015      | 978-4-253-22133-7 |                 |                   |
| 41 | 7 août 2015      | 978-4-253-22134-4 |                 |                   |
| 42 | 6 novembre 2015  | 978-4-253-22135-1 |                 |                   |
| 43 | 8 janvier 2016   | 978-4-253-22703-2 |                 |                   |
| 44 | 8 mars 2016      | 978-4-253-22704-9 |                 |                   |
| 45 | 8 juin 2016      | 978-4-253-22705-6 |                 |                   |
| 46 | 8 septembre 2016 | 978-4-253-22706-3 |                 |                   |
| 47 | 8 novembre 2016  | 978-4-253-22707-0 |                 |                   |
| 48 | 6 janvier 2017   | 978-4-253-22708-7 |                 |                   |
| 49 | 8 février 2017   | 978-4-253-22709-4 |                 |                   |
| 50 | 7 avril 2017     | 978-4-253-22710-0 |                 |                   |
| 51 | 8 juin 2017      | 978-4-253-22711-7 |                 |                   |
| 52 | 7 septembre 2017 | 978-4-253-22712-4 |                 |                   |
| 53 | 8 décembre 2017  | 978-4-253-22713-1 |                 |                   |
| 54 | 5 janvier 2018   | 978-4-253-22714-8 |                 |                   |
| 55 | 8 mars 2018      | 978-4-253-22715-5 |                 |                   |
| 56 | 8 mai 2018       | 978-4-253-22716-2 |                 |                   |
| 57 | 8 août 2018      | 978-4-253-22717-9 |                 |                   |
| 58 | 8 octobre 2018   | 978-4-253-22718-6 |                 |                   |
| 59 | 8 janvier 2019   | 978-4-253-22719-3 |                 |                   |
| 60 | 8 mars 2019      | 978-4-253-22720-9 |                 |                   |
| 61 | 8 mai 2019       | 978-4-253-22721-6 |                 |                   |
| 62 | 8 juillet 2019   | 978-4-253-22722-3 |                 |                   |
| 63 | 6 septembre 2019 | 978-4-253-22723-0 |                 |                   |
| 64 | 8 novembre 2019  | 978-4-253-22724-7 |                 |                   |
| 65 | 7 février 2020   | 978-4-253-22725-4 |                 |                   |
| 66 | 8 avril 2020     | 978-4-253-22726-1 |                 |                   |
| 67 | 8 mai 2020       | 978-4-253-22727-8 |                 |                   |
| 68 | 6 août 2020      | 978-4-253-22728-5 |                 |                   |
| 69 | 8 octobre 2020   | 978-4-253-22729-2 |                 |                   |
| 70 | 8 décembre 2020  | 978-4-253-22730-8 |                 |                   |
| 71 | 8 février 2021   | 978-4-253-22731-5 |                 |                   |
| 72 | 7 mai 2021       | 978-4-253-22731-5 |                 |                   |
| 73 | 8 juillet 2021   | 978-4-253-22733-9 |                 |                   |
| 74 | 8 septembre 2021 | 978-4-253-22734-6 |                 |                   |
| 75 | 8 décembre 2021  | 978-4-253-22735-3 |                 |                   |
| 76 | 8 février 2022   | 978-4-253-22736-0 |                 |                   |
| 77 | 7 avril 2022     | 978-4-253-22737-7 |                 |                   |
| 78 | 8 juin 2022      | 978-4-253-22738-4 |                 |                   |
| 79 | 8 août 2022      | 978-4-253-22739-1 |                 |                   |
| 80 | 6 octobre 2022   | 978-4-253-22740-7 |                 |                   |
| 81 | 8 novembre 2022  | 978-4-253-28251-2 |                 |                   |
| 82 | 8 février 2023   | 978-4-253-28252-9 |                 |                   |
| 83 | 7 avril 2023     | 978-4-253-28253-6 |                 |                   |
| 84 | 8 juin 2023      | 978-4-253-28254-3 |                 |                   |
| 85 | 8 août 2023      | 978-4-253-28255-0 |                 |                   |
| 86 | 6 octobre 2023   | 978-4-253-28256-7 |                 |                   |
| 87 | 5 janvier 2024   | 978-4-253-28257-4 |                 |                   |
| 88 | 7 mars 2024      | 978-4-253-28258-1 |                 |                   |
| 89 | 8 mai 2024       | 978-4-253-28259-8 |                 |                   |
| 90 | 8 juillet 2024   | 978-4-253-28260-4 |                 |                   |
| 91 | 6 septembre 2024 | 978-4-253-28261-1 |                 |                   |
| 92 | 8 novembre 2024  | 978-4-253-28262-8 |                 |                   |
| 93 | 8 janvier 2025   | 978-4-253-28263-5 |                 |                   |
| 94 | 7 mars 2025      | 978-4-253-28265-9 |                 |                   |
| 95 | 8 mai 2025       | 978-4-253-28267-3 |                 |                   |

## Anime
L'adaptation en série télévisée d'animation est annoncée en décembre 2012. Celle-ci est produite par le studio TMS Entertainment, avec une réalisation de Osamu Nabeshima, un scénario de Reiko Yoshida, des musiques de Kan Sawada et un design des personnages de Takahiko Yoshida. Avant le début de sa diffusion, un OAD est publié avec l'édition limité du volume 29 en août 2013. La série est ensuite diffusée à partir du 7 octobre 2013 sur TV Tokyo,. La première saison a pris fin le 30 juin 2014 avec le 38e épisode. Un film d'animation récapitulatif de la saison intitulé Yowamushi Pedal Re:RIDE est sorti le 19 septembre 2014.
Une seconde saison intitulée Grande Road est diffusée à partir du 6 octobre 2014 et se termine le 30 mars 2015. Un film récapitulatif de la saison intitulé Yowamushi Pedal Re: ROAD est sorti le 12 juin 2015. Un film d'animation avec une histoire inédite imaginée par l'auteur du manga est ensuite sorti le 28 août 2015.
Une troisième saison intitulée New Generation est annoncée en octobre 2015. Celle-ci est diffusée à partir de janvier 2017, après l'adaptation de la série dérivée Yowamushi Pedal: Spare Bike en septembre 2016. Un film récapitulatif intitulé Yowamushi Pedal Re:GENERATION est sorti le 13 octobre 2017.
Une quatrième saison intitulée Glory Line est diffusée entre janvier et juin 2018.
Une cinquième saison intitulée Limit Break est diffusée à partir d'octobre 2022.
Dans les pays francophones, les deux premières saisons ont été diffusées en streaming par Anime Digital Network et à la télévision sur J-One depuis avril 2014,. Les saisons ultérieures sont quant à elle diffusées sur Crunchyroll,.

### Musique
| Générique | Épisodes           | Début             | Début              | Fin                | Fin                         |
| Générique | Épisodes           | Titre             | Artiste            | Titre              | Artiste                     |
| --------- | ------------------ | ----------------- | ------------------ | ------------------ | --------------------------- |
| 1         | Saison 1 : 1 – 12  | Reclimb           | ROOKIEZ is PUNK'D  | Kaze wo Yobe       | Under Graph                 |
| 2         | Saison 1 : 13 – 25 | Yowamushi na Honō | DIRTY OLD MEN      | I'm Ready          | AUTRIBE feat. DIRTY OLD MEN |
| 3         | Saison 1 : 26 – 38 | Be As One         | Team Sōkita        | Glory Road         | Team Hakone Gakuen          |
| 4         | Saison 2 : 1 – 12  | Determination     | LASTGASP           | Realize            | ROOKiEZ is PUNK'D           |
| 5         | Saison 2 : 13 – 24 | Remind            | ROOKiEZ is PUNK'D  | Eikō e no Ichi byō | MAGIC OF LiFE               |
| 6         | Saison 3 : 1 – 12  | Cadence           | Natsushiro Takaaki | Now Or Never       | Saeki Yuusuke               |
| 7         | Saison 3 : 13 – 24 | Transit           | Natsushiro Takaaki | Takai Tokoro       | Saeki Yuusuke               |
| 8         | Saison 4 : 1 – 12  | Boku no Koe       | Rhythmic Toy World | Carry the Hope     | THE HIGH CADENCE            |
| 9         | Saison 4 : 13 – 24 | Dancing           | Saeki YouthK       | Over the Limit     | ROUTE85                     |

### Doublage
| Personnages       | Personnages       | Voix japonaises  |
| ----------------- | ----------------- | ---------------- |
| Sakamichi Onoda   | Sakamichi Onoda   | Daiki Yamashita  |
| Shunsuke Imaizumi | Shunsuke Imaizumi | Kōsuke Toriumi   |
| Shōkichi Naruko   | Shōkichi Naruko   | Jun Fukushima    |
| Shingo Kinjō      | Shingo Kinjō      | Hiroki Yasumoto  |
| Tōji Kanzaki      | Tōji Kanzaki      | Junichi Suwabe   |
| Miki Kanzaki      | Miki Kanzaki      | Ayaka Suwa       |
| Jin Tadokoro      | Jin Tadokoro      | Kentarō Itō      |
| Yūsuke Makishima  | Yūsuke Makishima  | Shōtarō Morikubo |

## Film en prise de vues réelles
Une adaptation en film en prise de vues réelles réalisée par Kōichirō Miki est sortie le 14 août 2020.

## Produits dérivés
Un roman est sorti le 7 février 2014. Une série dérivée intitulée Yowamushi Pedal: Spare Bike et écrite par Wataru Watanabe débute le 12 août 2014 dans le magazine Bessatsu Shōnen Champion. Un chapitre spécial intitulé Yowamushi Pedal: Spare Bike - Sore Ike Arakita-kun est publié le 6 août 2014 dans le magazine Monthly Shōnen Champion. Un jeu vidéo, Yowamushi Pedal: Ashita e no High Cadence, est sorti en 2015 sur Nintendo 3DS.

## Réception
En 2015, le manga remporte le 39e Prix du manga Kōdansha dans la catégorie shōnen, partagé avec Seven Deadly Sins de Nakaba Suzuki.
En mai 2017, il est annoncé que le tirage total de la série s'élève à 17 millions d'exemplaires.